# Стэнифорд, Микаэла
Микаэла Стэнифорд (англ. Michaela Staniford, родилась 11 января 1987) — английская регбистка, защитница (вингер) команды «Уоспс Ледис», сборных Англии по регби-15 и регби-7. Чемпионка мира по классическому регби 2014 года, чемпионка Европы по регби-7 2012 года. Лучшая регбистка мира 2012 года.

## Карьера

### Клубная
Выступает в регби-15 за команду «Уоспс Ледис» (женский фарм-клуб мужского клуба «Лондон Уоспс»).

### В сборной
В сборной Англии Микаэла дебютировала в 2005 году, став самой юной дебютанткой за всю историю английских женских сборных по регби.
В составе сборной по регби-7 Микаэла играла на чемпионатах мира по регби-7 в 2009 и 2013 годах, но Англия там выходила только во второй по значимости турнир («тарелка»), выиграв его в 2009 году и проиграв в 2013 году в утешительном финале. На чемпионате мира в Москве была капитаном команды по регби-7. В 2012 году она выиграла чемпионат Европы по регби-7, также побеждала на этапах Мировой серии по регби-7 2012 и 2013 годов (на Лондонском этапе Мировой серии 2012 года она была капитаном команды).
В большом регби Микаэла куда более удачлива и сумела сыграть на трёх чемпионатах мира: 2006, 2010 и 2014 годов. Если в 2006 и 2010 годах её сборная вышла в финал на домашнем первенстве и проигрывала в обоих случаях Новой Зеландии, то в 2014 году всё-таки выиграла чемпионат мира во Франции. На счету Микаэлы также три «больших шлема» в Кубке шести наций: 2008, 2010 и 2012 (победы в Кубке над всеми противниками).

## Стиль игры
Критики выделяют отличную физическую силу Микаэлы, её умение играть руками и лидерские качества (благодаря последнему Микаэла часто выводит сборную в ранге капитана команды).

## Личная жизнь
Окончила Университет Святой Марии по специальности «спортивные науки», дипломированный преподаватель физкультуры.